# Projet de Mancommunauté valencienne
Pour les articles homonymes, voir Statut d'autonomie valencien.
Le projet de Mancommunauté valencienne est une initiative visant à instaurer un régime d'autonomie administrative au Pays valencien (Espagne) en 1919, à l'imitation de la mancommunauté de Catalogne instaurée en 1914 et en accord avec le décret royal promulgué en 1913, établisant la mancommunauté comme une réunion en une seule entité régionale des compétences attribuées en principe aux provinces.
Pour ce qui est du territoire valencien, il s'agit de la première tentative notable, et la première émanation d'institutions publiques, de restaurer un semblant d'autonomie après la promulgation en 1707 par le roi Philippe V des Décrets de Nueva Planta, signifiant l'abrogation des institutions de l'ancien Royaume de Valence, en dépit d'un projet de Constitution pour l'État valencien approuvé par des militants du Parti républicain fédéral en 1904 demeuré confidentiel. Le projet de mancommunauté est ainsi porteur d'une importante charge symbolique, illustrant l'essor des revendications valencianistes depuis le début du XXe siècle.
Deux projets distincts de mancommunauté (sous la forme de « bases » de discussion, probable référence aux Bases de Manresa catalanes de 1892) furent impulsés, par la députation provinciale de Valence et par l'ayuntamiento de la ville de Valence, définissant un cadre juridique réglementaire structuré ayant vocation à réguler un régime autonomique ou décentralisateur, les bases présentées par le Conseil provincial étaient beaucoup plus ambitieuses que celles du Conseil municipal. Les deux textes sont rédigés en castillan. Quoi qu’il en soit, l’initiative n’a pas prospéré, dans un contexte de crise du régime. Un autre projet similaire fut proposé en 1924, sans plus de succès.

## Contexte
Le projet de mancommunauté a pour antécédents le projet de Constitution pour l'État valencien, voté en 1904 par des membres du Parti républicain fédéral, et la déclaration valencianiste de 1918, « dans un cadre timidement fédéraliste ».

## Proposition de la députation de Valence
Le document présenté par la députation provinciale de valence est intitulé Bases de organización regional presentadas para la Ponencia de la Mancomunidad de la Diputación de Valencia (« Bases d'organisation régionale présentées pour l'exposé de la Mancommunauté de la députation de Valence). C'est un texte court, formé de onze articles sur moins de trois pages. Dans celui-ci, la future entité est désignée comme la « Région », composée de communes qui ne devaient pas nécessairement faire partie de la structure provinciale du moment « ni maintenir de liens historiques ». L'entité jouirait d'une autonomie qui serait exprimée dans sa réglementation, le « gouvernement central » étant tenu de s'abstenir dans tout son domaine de compétence ; simultanément, l'entité régionale s'abstiendrait de s'immiscer dans les « gouvernements municipaux », ce qui signifie la reconnaissance implicite d'une certaine autonomie locale. En effet, la huitième base affirme que « la Région n'est pas supérieure à la commune et il s'agit plutôt une condensation de celles-ci,. » Le texte n'aborde pas la question de la langue.
Ces bases ne font aucune mention explicite de l'Espagne ni de l'adjectif « espagnol ». L'article 9 texte se réfère à l'« État » (Estado) et au « pouvoir central » (poder central) et établit que les éventuels conflits de compétence entre l'entité régionale et les autres institutions (municipales ou de l'état) « seront corrigés par le Gouvernement National par une audience du Conseil d'État ».
Néanmoins, ces bases ont une portée politique très faible et leut motivation n'est pas de nature identitaire ou particulariste. Elles doivent être comprises comme une volonté de réforme administrative et territoriale à portée essentiellement économique.

### Organes
L'essentiel du texte est consacré à la définition du « pouvoir régional ».
L'organe fondamental du « Gouvernement régional » ou « Conseil régional » est l'« Assemblée », élue par les conseils municipaux et à laquelle sont expressément reconnus les pouvoirs législatif, exécutif et judiciaire. Concernant ces deux derniers, l'Assemblée « est subdivisée » en un « Conseil régional » et un « Tribunal économico-administratif », étant à l'origine d'une claire confusion dans la séparation des pouvoirs,. Les bases reconnaissent la capacité juridique d'agir, la pleine personnalité juridique et la capacité de s'engager au gouvernement régional, établi comme représentant légal de la région.

### Compétences
Les bases établissent comme compétences du Gouvernement régional, outre celles inhérentes à la gestion de ses biens, celles destinées :
a) à la création d'institutions financières ;
b) à la gestion des travaux publics (routes et ports), y compris les propriétés de l'État à cette époque et n'étant pas déclarées par celui-ci comme « d'intérêt national », et la création de lignes ferroviaires d'intérêt régional ;
c) à la création et le maintien de nouveaux centres d'instruction publique, indépendamment de ceux de l'État ;
d) à la fourniture de services de santé et d'assistance ;
e) au service agraire, y compris la formation vétérinaire ;
f) au droit d'intervention dans les contributions de la région et dans tous les avoirs cachés qui pourraient être découverts, l'État ayant l'obligation de garantir à l'entité des revenus suffisants pour atteindre ses objectifs ;
g) au droit de s'associer à d'autres régions d'Espagne.

## Proposition de l'ayuntamiento de Valence
Les Bases presentadas para la Ponencia de la Mancomunidad por el Ayuntamiento de Valencia  (« Bases présentées pour l'exposé de la Mancommunauté de la députation de Valence) sont un texte réglementaire plus long (12 pages) et complet, avec trente-sept « bases » (articles), mais d'une portée inférieure en termes d'autonomie. Le texte fait toujours référence à l'ensemble de l'État espagnol : « la division territoriale actuelle de l'État sera modifiée...», « les Assemblées régionales devront... » et la mancommunauté apparaît comme une « région administrative » qui remplacerait les provinces,,,.
Dans un esprit similaire aux bases de la députation, l'article 1 établit que l'établissement de « nouvelles démarcations régionales » pourra être fait en tenant compte des « accidents géographiques et des systèmes de voies de communication, la communauté d'intérêt et la volonté des municipalités », ces dernières restant libres d'intégrer ou non « une région déterminée ».
Aucun article ne fait référence à la question linguistique (les zones catalanophones et hispanophones).

### Organes
Le « Gouvernement intérieur des régions » incomberait à une « Assemblée régionale » composée de députés élus au suffrage indirect par les conseils municipaux. La répartition des pouvoirs est plus clairement définie que dans la proposition du Conseil provincial mais pour ce qui est du résultat final les différences restent limitées : le « Conseil de la région » et le « Tribunal administratif » restent liés à l'Assemblée,,.

### Compétences
La dixième base fait une description exhaustive des compétences de la Mancommunauté, dont presque toutes correspondent en réalité à celles attribuées à cette époque aux députations provinciales ou aux conseils municipaux eux-mêmes. Des points de rupture remarquables à ce sujet sont la pleine compétence en matière de gestion des ports, nationaux ou non, reconnaissant la Mancommunauté, la création d'établissements de crédit et la participation, avec l'État, à la répartition des impôts directs.

## Avant-projet de statut de Mancommunauté valencienne de 1924
Un autre « avant-projet de statut de Mancommunauté valencienne » (Anteproyecto de Estatuto de Mancomunidad Valenciana en castillan) fut présenté en 1924, durant la dictature de Primo de Rivera, avec des objectifs clairs de décentralisation administrative, mais resta également sans incidence.
Le texte prévoyait la création d'un « gouvernement régional », la creation d'institutions financières et attribuait à l'entité la prestation de services de santé et d'assistance sociale.